# یئوکچون-دونگ
یئوکچون-دونگ (به لاتین: Yeokchon-dong) یک منطقهٔ مسکونی در کره جنوبی است که در Eunpyeong District واقع شده‌است.